# Cavia intermedia
Cavia intermedia (лат.) — вид южноамериканских грызунов из рода свинок. Описан в 1999 году, единственное известное место обитания — остров в архипелаге Молекис-ду-Сул у берегов штата Санта-Катарина (Бразилия). Рассматривается МСОП как вид на грани полного исчезновения с общим размером взрослой популяции от 24 до 60 особей.

## Таксономия
Вид, впервые полно описанный в 1999 году, принадлежит к роду Свинок (Cavia). Особенности морфологии позволяют предположить, что Cavia intermedia эволюционировала в островной изоляции от общего предка с большой свинкой (Cavia magna) (по оценке авторов оригинального описания — около 8000 лет назад). Результаты молекулярного анализа показывают, что Cavia intermedia находится в более близком родстве с большой, чем с бразильской свинкой (Cavia aperea).
Видовое название intermedia (с лат. — «промежуточная») присвоено в 1999 году в связи с тем, что окраска, размеры тела и черепа нового вида находятся в диапазоне, крайние показатели которого принадлежат двум другим известным видам свинок — большой и бразильской.

## Биология
Cavia intermedia по размеру и окраске занимает промежуточное положение между бразильской и большой свинками, но ближе к последней. Мех на спине серый у основания, на концах с чёрными и жёлтыми полосами, от головы до крупа вдоль спины проходит более тёмная полоса. Мех на нижней стороне тела серый у основания и тускло-жёлтый на концах, в районе горла белое пятно. Половой диморфизм отсутствует, в отличие от других видов свинок, для которых характерны бо́льшие размеры самцов.
Череп C. intermedia отличается от черепов других бразильских свинок плоским сагиттальным гребнем, крупными затылочными мыщелками и широким большим затылочным отверстием. На задних лапах увеличенные межпальцевые перепонки, аналогично имеющимся у большой свинки. У самок удлинённый трубковидный клитор, по размерам сопоставимый с пенисом самцов, что наблюдается и у большой свинки.
В 1998 году, ещё до полного описания вида, стало известно, что его хромосомное число отличается от хромосомного числа всех остальных видов рода Cavia (2n=62, в то время как у остальных свинок 2n=64, за исключением Cavia patzelti с 2n=56).

## Образ жизни
Cavia intermedia ведёт преимущественно ночной образ жизни. Диету этого вида, по-видимому, в основном составляют травы Stenotaphrum secundatum и Paspalum vaginatum. Площадь индивидуальной территории отдельно взятой особи не превышает 4 % общей площади острова (0,17±0,11 га).
Половое созревание наступает позже, чем у других свинок — приблизительно через 59 дней после рождения или по достижении 70 % массы тела взрослой особи (у большой свинки 50 %). Самки фертильны на протяжении всего года; у всех четырёх самок, пойманных в мае, были активны молочные железы. Размер помёта небольшой — от одного до двух детёнышей, которые рождаются уже хорошо развитыми. Масса тела детёнышей при рождении достигает 19 % массы тела матери.
Продолжительность жизни не выше, чем у сестринских таксонов, и практически никогда не превышает 400 дней. Уровень смертности коррелирует с размером популяции и уровнем воспроизводства, достигая, согласно наблюдениям, максимальных значений в месяцы, когда и количество особей в популяции достигало максимума (32 при 64 и 27 при 58 особях).

## Распространение и охранный статус
Cavia intermedia известна на территории лишь одного острова в архипелаге Молекис-ду-Сул, площадь которого составляет 9,86 га (при максимальной длине 710 и максимальной ширине 200 м). Таким образом, ареал этого вида, возможно, является самым маленьким среди всех млекопитающих.
Исследования 2008 года показали, что взрослая часть популяции данного вида составляет от 24 до 60 особей — средняя оценка 42 особи. Плотность популяции в этом случае оценивается в 6,6 особи на гектар (учитывается только покрытая растительностью часть острова). Популяция достаточно стабильна, с колебаниями в 24 % за 15 месяцев наблюдений, что характерно для островных животных. Тем не менее в силу крайней ограниченности ареала и невысокой численности Международный союз охраны природы рассматривает данный вид как находящийся на грани полного исчезновения.